# Поведінка
Поведі́нка — родовий термін, який охоплює різні реакції живого організму чи групи організмів. У біхевіоризмі поведінкою вважають видимі прояви, які можна спостерігати, необіхевіористи додають також внутрішні стани, пов'язані із зовнішніми проявами, у когнітивній психології поведінка розглядається як мислене представлення, а не зовнішній спостережний акт поведінки.
Ведуться суперечки чи вважати поведінкою фізіологічні, неврологічні процеси.
Рослини та бактерії теж мають здатність до активного, мало того, впорядкованого переміщення під дією зовнішніх факторів (таксис). Прикладом служать фототаксис і хемотаксис бактерій, синьо-зелених водоростей. Вищі рослини також не позбавлені здатності до руху. Добре відомі ніктінастії рослин — відкривання і закривання квіток у зв'язку зі зміною дня і ночі, фототропізму листя, гідро- і хемотропізми коренів.
Оскільки механізми руху рослин мають чисто фізіологічний характер, не можна говорити про наявність у них ні поводження, ні психіки. У психології, рух рослин відносять до допсихічного рівня відбиття.
Поведінка, на відміну від психіки, доступна для безпосереднього спостереження і є предметом широкого спектра наук, від психології, етології, зоопсихології та порівняльної психології до поведінкової екології.

## Підходи і напрямки
Коріння наук про поведінку простягаються до античних часів. Питаннями психології та поведінки людей і тварин займалися ще Арістотель, Хризіп, Сократ і Платон, однак серйозне наукове вивчення поведінки стало можливим лише зі створенням еволюційного вчення. Сучасні наукові дисципліни, які займаються вивченням поведінки, тісно пов'язані між собою і багато в чому перетинаються, а відмінності в предметах і методах сприяють повнішому розкриттю сутності поведінки з різних позицій. В наш час[коли?] спостерігається об'єднання наук про поведінку в міждисциплінарні напрямки.

### Психологія
Психологія вивчає психіку людини, а саме закономірності, особливості і розвиток психічної діяльності людини. Предметом психології є поведінка людини, однак психологія неодноразово змінювала предмет свого дослідження протягом довгої історії свого розвитку. Сучасна психологія являє собою розвинену науку, що спирається на досягнення зоопсихології, нейрофізіології та інших природничих наук.
Поведінка індивіда значною мірою обумовлена наявністю двох типів реакцій: реакції на запобіжник і реакції на відстань, причинність виникнення яких має різну природу

### Зоопсихологія
Зоопсихологія займається вивченням психічної діяльності тварин. Об'єктом зоопсихології є поведінка тварин. Предметом зоопсихології є особливості та закономірності психічної діяльності тварин, а також її розвиток в онтогенезі та філогенезі. Увага зоопсихологів направлена на вивчення сприйняття, пам'яті, мислення тварин.

### Порівняльна психологія
Порівняльна психологія займається порівняльним аналізом психічних процесів представників різних таксономічних груп. Характерною рисою порівняльної психології є застосування порівняльного аналізу як основного методу.

### Біхевіоризм та необіхевіоризм
Біхевіоризм — напрям в американській психології, що зародився на початку XX століття. Особливістю цього напрямку була відмова від вивчення психіки, як непізнаваного явища. При цьому повністю виключалися з розгляду психічні процеси, а поведінка зводилася до сукупності реакцій на стимули. Засновником біхевіоризму є американський психолог Джон Вотсон, він же і запропонував цей термін.
Представники цього напряму зробили великий внесок у науку про поведінку, зокрема, визначили предмет психології, розробили класичні методи, практично цінні технології та сприяли поширенню математичних методів в психології.

### Етологія
Етологія в сучасному розумінні — наука про біологічні основи поведінки тварин. Предметом етології є механізми, адаптивне значення, особливості розвитку поведінкових актів в онтогенезі і питання еволюції поведінки. Етологія зародилася в рамках «класичної етології» — наукового напрямку, який займався вивченням поведінки тварин як адаптації до навколишнього середовища в їхньому природному середовищі існування. Предмет етології становлять закінчені, скоординовані поведінкові акти.
Засновниками етології як наукового напряму вважаються Конрад Лоренц та Ніколас Тінберген.

## Компоненти психічної діяльності
З часів Чарльза Дарвіна в науці встановилося уявлення про три складових психічної діяльності тварин. Ці компоненти, за термінологією Дарвіна — інстинкт, здатність до навчання і здатність до міркування, органічно з'єднуються утворюючи складний феномен психічної діяльності тварин.

### Вроджені
Див. також: Інстинкт
- Інстинкт— в широкому сенсі спадково закріплений компонент поведінкового акта. У науках про поведінку тварин під інстинктом розуміється вид-специфічна сукупність вроджених складних реакцій організму, що виникають, як правило, майже в незмінній формі у відповідь на зовнішні або внутрішні подразнення.
- Безумовний рефлекс — відносно постійна стереотипна вроджена реакція організму на вплив зовнішнього і внутрішнього середовища, що здійснюється при посередництві центральної нервової системи і не вимагає спеціальних умов для свого виникнення. Термін був запропонований І. П. Павловим.

### Навчання
- Звикання — найпростіша форма навчання, яка полягає в ослабленні реакції на стимул при багаторазовому пред'явленні.
- Умовний рефлекс. Класичний павловський рефлекс полягає у формуванні при багаторазовому пред'явленні біологічно нейтрального стимулу з біологічно значимим стимулом, так що обидва стимулу частково перекриваються в часі, реакції на нейтральний стимул. У рамках рефлекторної теорії ВНД умовний рефлекс розглядався як основна одиниця індивідуального досвіду.
- Оперантне навчання — процес формування інструментальних рефлексів через підкріплення власної активності тварини.
- Імпринтинг — відкрита етологами форма облігатного навчання.

### Розміркована діяльність
- Розміркована діяльність — (за Крушинським) здатність тварини вловлювати емпіричні закони, які зв'язують предмети і явища зовнішнього світу і оперувати цими законами в новій для нього ситуації.
- Інтелект людини — загальна пізнавальна здатність, яка визначає готовність до засвоєння та використання знань і досвіду, а також до розумної поведінки у проблемних ситуаціях.

## Форми поведінки

### Харчова поведінка
Харчова поведінка притаманна всім тваринам і характеризується великою різноманітністю. Вона нерозривно пов'язана з різними видами активності: пошуком, запасанням їжі і обміном речовин. Пошукова поведінка запускається процесами збудження, що викликається відсутністю їжі.

#### Пошукова поведінка і здобування їжі
Пошукова поведінка відрізняється винятковою різноманітністю і залежить від особливостей екології і біології виду. Спільним для тварин є підвищення чутливості до харчових подразників. У одноклітинних організмів, личинок комах вона проявляється у вигляді позитивного таксису у відповідь на хімічні подразники.
Тварини виявляють вибірковість щодо їжі. Вона може проявлятися у вигляді суворої спеціалізації, як у Rostrhamus sociabilis, що харчується лише слизняками, або у вигляді харчової переваги, за наявності якої тварина, якщо у неї є вибір, віддає перевагу певному харчовому об'єкту. Екологи визначають харчову перевагу як перевищення певного харчового об'єкта в раціоні над його вмістом в середовищі. Часто тварини прагнуть підтримувати різноманітність харчового раціону (Збалансована перевага).
Серед тварин, що харчуються живою їжею), спостерігаються дві основні стратегії здобування їжі — полювання і випасання.

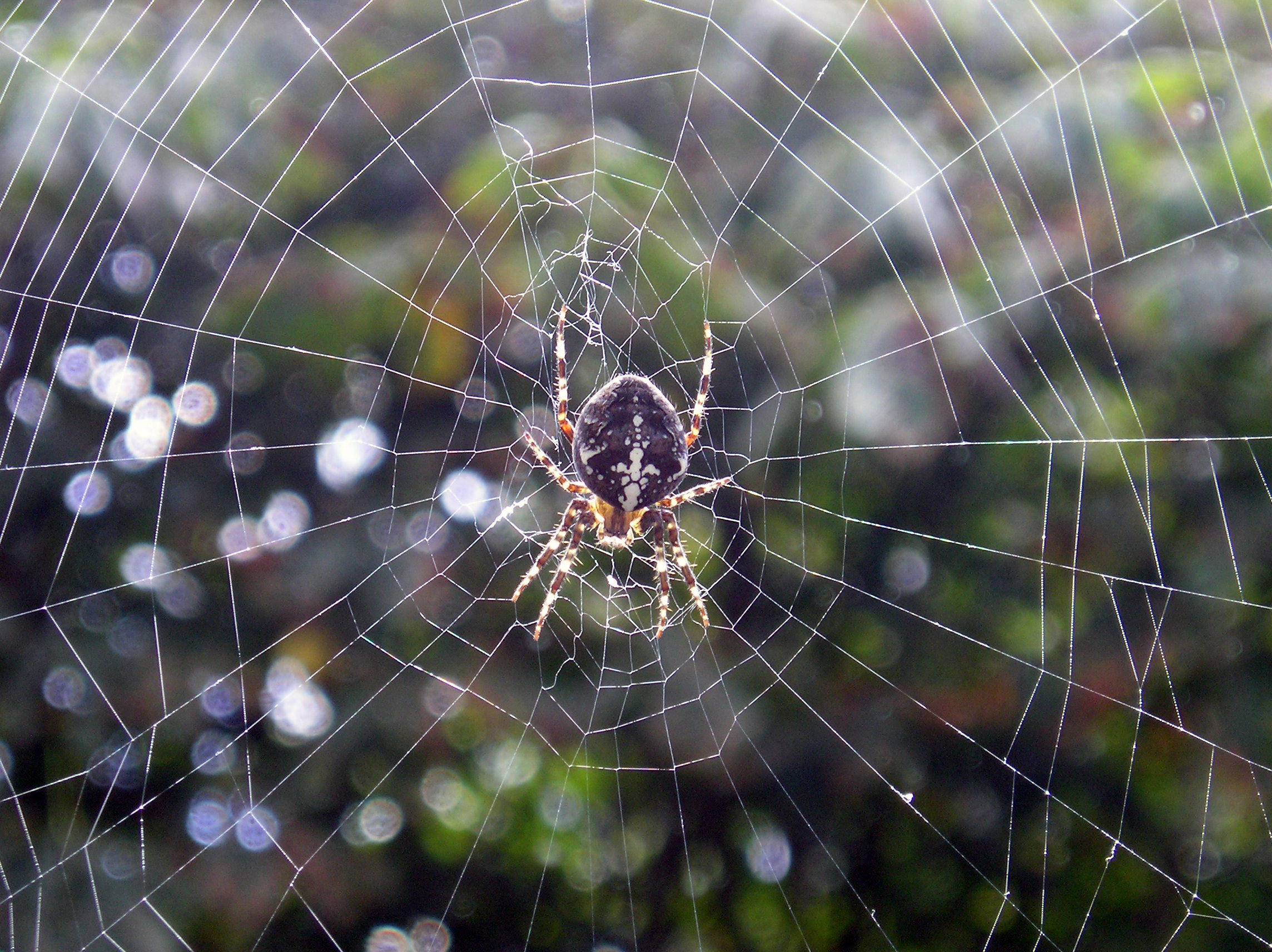

Полювання є способом добування рухомих живих об'єктів. Мисливські стратегії залежать від характеристик здобування та особливостей біології мисливця. Одні хижаки, наприклад, богомоли, чекають жертву у засідці, інші будують пастки. Добре відомі пастки павуків. Комахи також будують пастки — прикладом може служити мурашиний лев. Швидкі хижаки, наприклад кальмари, реалізують особливу стратегію — переслідування.
Полювання на малорухливу здобич, що ховається, вимагає розвинених аналізаторів і спеціальних пристосувань для її розкриття і вбивства (така здобич часто володіє міцним панциром).
Нерухома і численна здобич знімає необхідність її вистежування і вбивства. Харчування такою здобиччю — випасання — полягає в поїданні частин, або окремих органів кормових організмів. Класичним прикладом пасовищного типу хижаків можуть служити великі хребетні травоїдні тварини, такі як вівці і кози.
Забирання здобичі в інших організмів — клептопаразитизм — також поширений у тваринному світі. Для одних видів він є підмогою в несприятливих умовах. Для інших, наприклад багатьох чайок, він є звичайним джерелом прожитку. Такі види здатні активно і наполегливо переслідувати жертву, щоб відібрати здобич. Далеко не завжди клептопаразитизм викликає відповідну агресію, особливо при міжвидовому клептопаразитизмі.

#### Насичення
При поїданні їжі включаються механізми гальмування, запускаються як фізіологічними змінами, так і сигналами від рецепторів рота, глотки, шлунка і кишки. У високоорганізованих тварин процес вживання їжі керується за участю центральної нервової системи, у менш високоорганізованих цей процес контролюється периферичною нервовою системою. Наприклад, у мух споживання їжі регулюється за принципом зворотного негативного зв'язку — у міру розтягування кишечника посилюється гальмування харчової поведінки.
Серед членистоногих зустрічається зовнішнє травлення. Воно характерно для павуків, личинок мух і бабок.

#### Запасання їжі
Серед комах поширене запасання корму для личинок. Наприклад, жуки-гнойовики відкладають яйця у заготовлені гнойові кульки. Багато перетинчастокрилих і деякі двокрилі відкладають яйця у тіла інших тварин (переважно комах). Своєрідність цієї форми запасання корму дозволило виділити їх в окрему екологічну категорію — паразитоїди. У деяких гризунів, до яких належать хом'яки, представники родини Heteromyidae та бурундук, запасання корму набуло характеру пристосування до несприятливого сезону. У них запасання корму приурочено до періоду дозрівання злаків. За сезон звичайний хом'як запасає до 16 кг рослинного корму.

### Гігієнічна поведінка

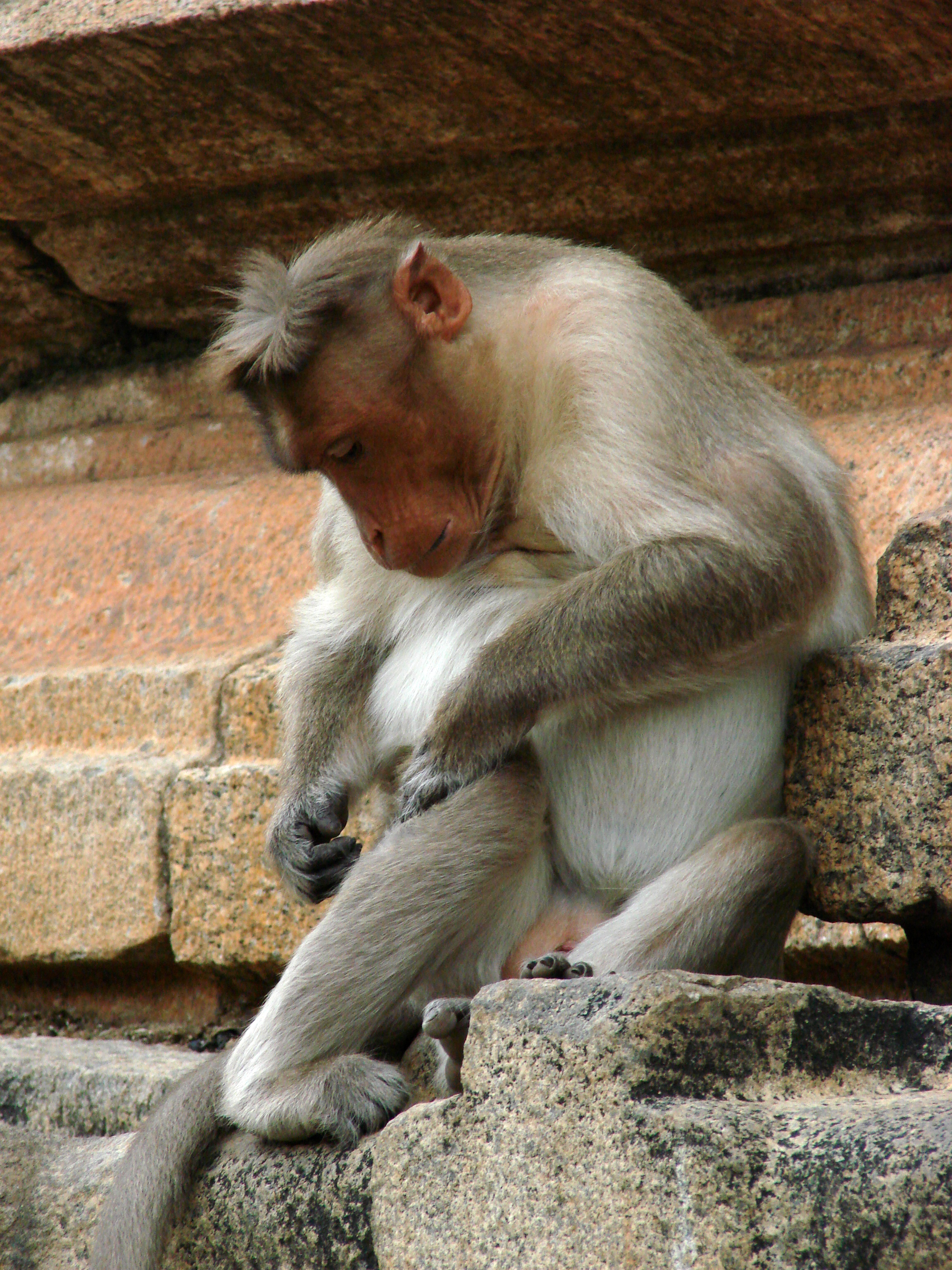

Гігієнічна поведінка об'єднує поведінкові акти, спрямовані на догляд за тілом. Гігієнічна поведінка є неодмінною частиною життєдіяльності здорової тварини. Порушення гігієнічної поведінки свідчить про негаразди у тварини (хворобу, голод, або низький соціальний статус у суспільних тварин). Тварини можуть чистити тіло за допомогою кінцівок, тертися об субстрат, струшуватися, купатися у воді або піску.
Поведінкові акти, такі як прийняття пози для сну також відносяться до гігієнічної поведінки.

### Репродуктивна поведінка

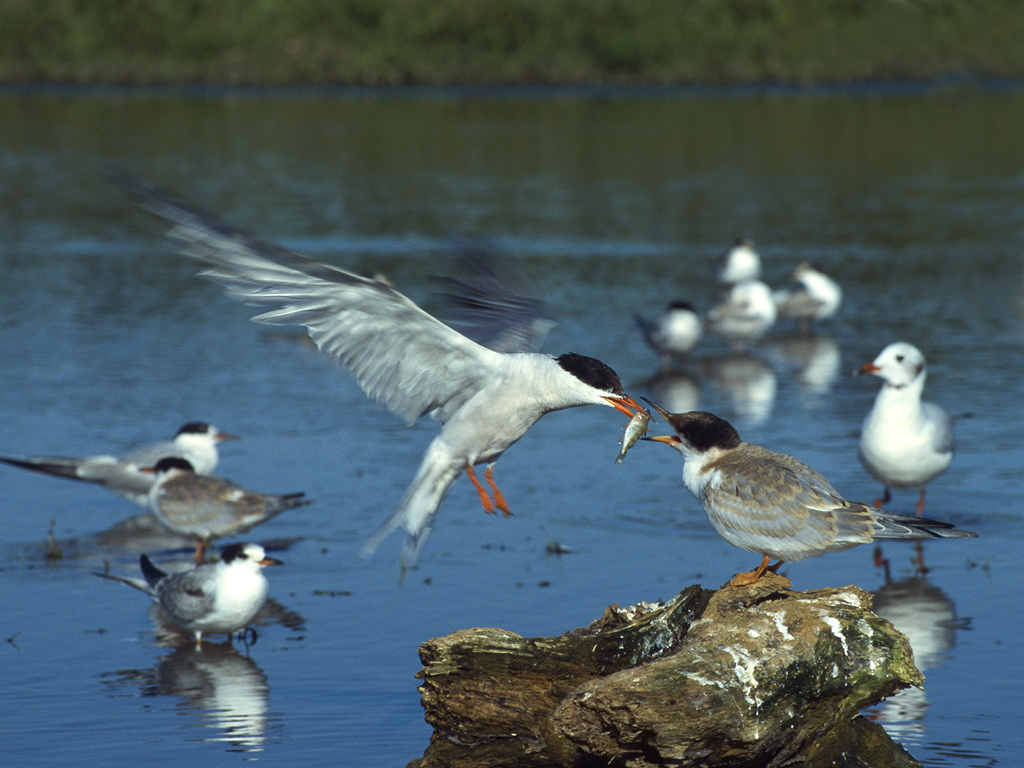
Ритуальне годування у річкового крячка

З двох основних типів розмноження — статевого і нестатевого, перше характеризується винятковою різноманітністю форм поведінки, націлених на пошук партнера, утворення пар, впізнавання партнера, шлюбні ритуали і власне спаровування. Нестатеве розмноження не вимагає таких адаптацій, хоча організми, що розмножуються партогенетично іноді демонструють складну статеву поведінку.
Тварини, що живуть у природних районах з вираженою зміною сезонів року, мають річний цикл розмноження. У них сезон статевої поведінки запускається внутрішніми річними (циркануальними) ритмами, при цьому чинники довкілля надають коригувальний вплив. Наприклад, у риб, що мешкають у водах помірного поясу, нерест спостерігається раз на рік (восени, влітку, або навесні), коли у риб котрі мешкають в тропіках, він може бути не виражений зовсім.
У ссавців, поряд з цірканнуальними, є коротший естральний цикл, який визначається фізіологічними процесами. Ці фактори визначають готовність до спаровування. Під дією статевих гормонів тварини стають чутливими до статевих сигналів — хімічних, звукових і візуальних, починають проявляти комплекси дій, спрямовані на пошук партнерів.
Більшість вищих тварин починають спаровування лише після залицяння. Залицяння являє собою обмін спеціальними сигналами — демонстраціями. Залицяння у тварин дуже ритуалізоване і відрізняється винятковою різноманітністю: воно може включати підношення корму, як у пірникоз, демонстрацію оперення як у райських птахів, зведення споруд, токування. Залицяння розглядається як механізм статевого відбору. У загальному випадку, воно сприяє відбору найвідповіднішого партнера, а крім того перешкоджає міжвидовій гібридизації

#### Типи шлюбних відносин
|               | Поліандрія | Полігінія |
| ------------- | ---------- | --------- |
| Моногамія     | ♀          | ♂         |
| Полігінандрія | ♂♂♂        | ♀♀♀       |

Виділяють три основні типи шлюбних відносин — полігамія, моногамія і поліандрія.
Полігінія — частковий випадок полігамії, за якої один самець запліднює більше однієї самки, є найпоширенішою формою шлюбних відносин. Репродуктивний успіх самців при цій формі шлюбних відносин є неоднаковим. Полігінія створює благодатні умови для статевого відбору, який призвів до виникнення химерних прикрас, ритуалів залицяння і турнірів, переможці яких отримують право на спаровування.
Моногамією називається тип шлюбних відносин, при якому утворюються більш-менш стабільні пари і обидва партнери беруть участь у догляді за потомством. Є найпоширенішою формою шлюбних відносин у птахів. Втім, моногамія у птахів нерідко поєднується в межах виду з іншими формами шлюбних відносин. Наприклад, моногамні пари тинівки лісової часто розбавляються поліандричними, полігінічними і полігінандричними групами.
Розмноження вимагає від тварин величезних витрат. Тому в період розмноження тварини стають особливо вимогливі до факторів навколишнього середовища.
Крім перерахованих форм до репродуктивної поведінки можна віднести захист території і догляд за потомством.

### Батьківська поведінка
Батьківська поведінка об'єднує поведінкові акти, пов'язані з виведенням потомства. Складне батьківське поводження спостерігається у птахів, ссавців, деяких риб і земноводних. Батьківська поведінка тісно пов'язана з репродуктивною Наприклад, у птахів будування гнізда здійснюється в шлюбний період і є компонентом залицяння.
Батьківська поведінка поділяється на кілька послідовних фаз.

#### Птахи
У птахів першою фазою батьківської поведінки вважається відкладання яєць, після чого йде насиджування. Насиджувати яйця можуть самець і самиця позмінно, як у річкової крячки, лише самець, або лише самиця. Більшість птахів сидять на яйцях, нагріваючи їх теплом свого тіла, але деякі, наприклад, сміттєві кури, будують спеціальні інкубатори.
Необхідною умовою початку переходу до насиджування є розпізнавання яєць. Вибірковість стосовно яєць неоднакова у різних видів. Деякі птахи готові висиджувати муляжі, що лише віддалено нагадують їхні яйця, коли інші, відмовляються насиджувати схожі яйця споріднених видів, а іноді і свої власні. Враховуючи поширеність внутрішньовидового гніздового паразитизму (він описаний більше, ніж у 230 видів) стає зрозумілим біологічне значення вибірковості стосовно яєць.
Після вилуплення пташенят починається стадія вигодовування. За характером догляду за потомством виділяють дві групи птахів — гніздових і вивідкових.
У гніздових птахів пташеня вилуплюються безпорадними, не здатними здобувати їжу самостійно і батьки ретельно доглядають за ними — годують, обігрівають і захищають. Пташенята активно випрошують корм — в цьому випадку як релізер (подразник) виступає дзьоб батьків.
У виводкових птахів (гагари, кури, гуси та інші) пташенята вилуплюються зрячими, здатними в перші ж години життя пересуватися слідом за батьками і годуватися самостійно.
Поведінка батьків і пташенят, що забезпечує вигодовування є вродженою.

#### Ссавці
У ссавців батьківська поведінка включає будівлю гнізда, пологи, вигодовування потомства, догляд за потомством — вилизування, перетягування і навчання. Особливе значення для них має вигодовування дитинчат. Дитинчата ссавців народжуються зі смоктальним рефлексом. Годування у ссавців являє собою скоординований процес, в якому і самиця, і дитинчата грають активну роль.
Після закінчення вигодовування, від самиці нерідко потрібно спеціально відучувати дитинчат від грудей різними способами, аж до застосування агресії.

#### Комахи
Батьківська поведінка не характерна для безхребетних, проте комахи, найбільш високоорганізована група цього типу, доглядають за потомством.
Догляд за потомством є характерною рисою суспільних комах. Еволюцію суспільного способу життя навіть пов'язують з батьківською поведінкою.

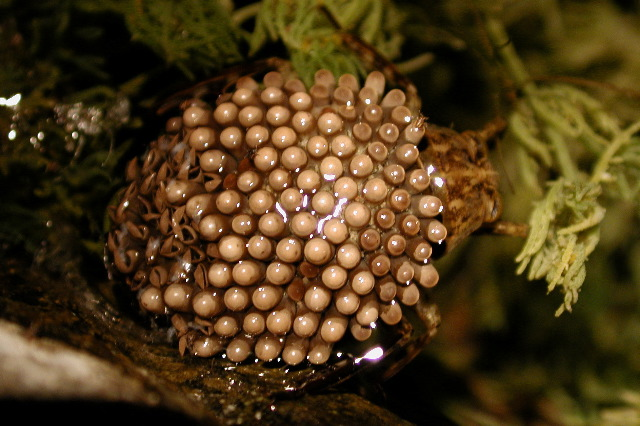
Самець клопа з родини Belostomidae з кладкою на спині

Винятковим явищем є батьківська поведінка клопів підродини Belostominae, у яких самиці після копуляції відкладають яйця на спину самців. Участь останніх у догляді за потомством не обмежується носінням кладки: вони створюють струмінь води за допомогою кінцівок, час від часу спливають на поверхню, щоб дати яйцям доступ до атмосферного повітря, і допомагають німфам вибратися з яєць.

### Захисна поведінка

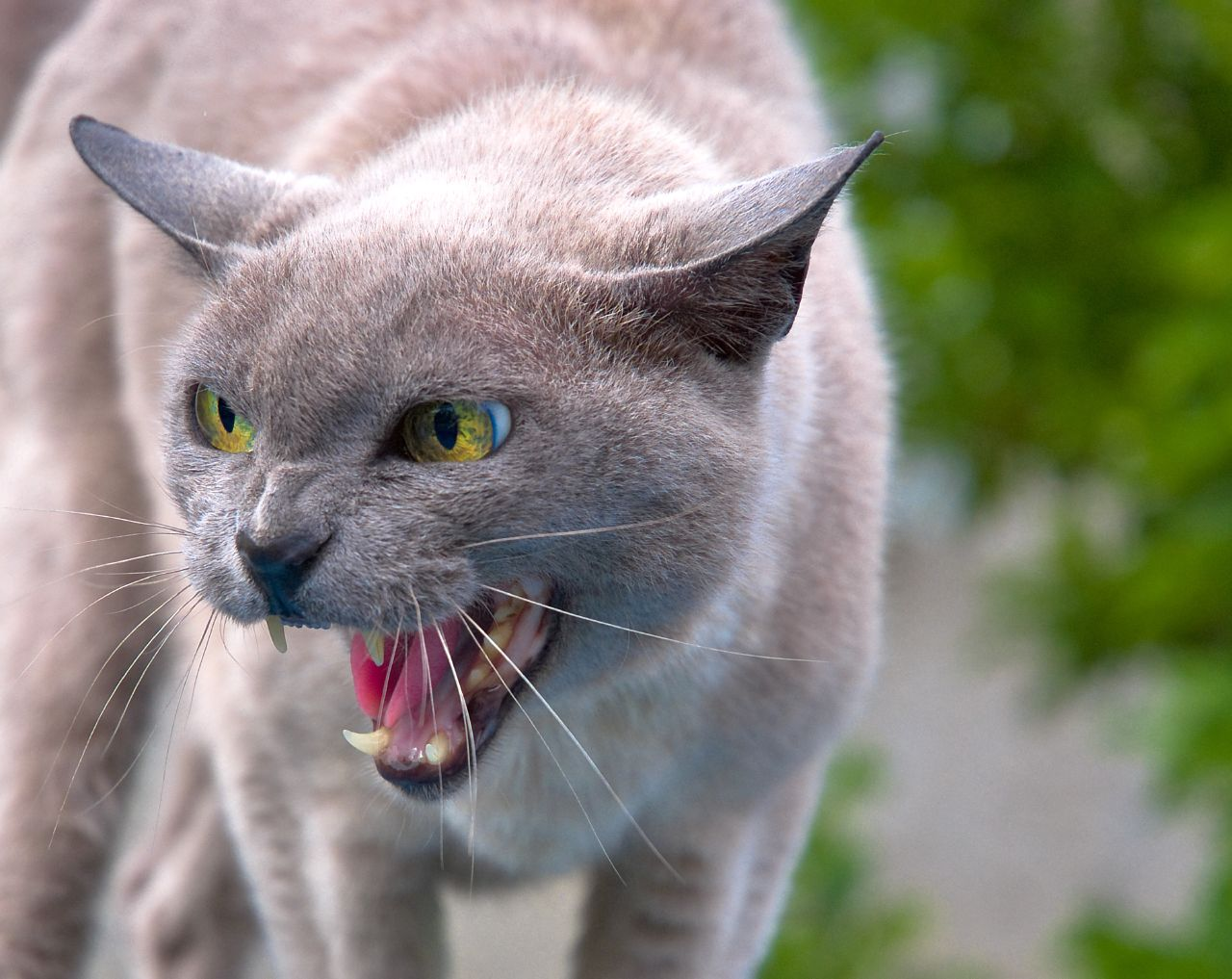

До захисної поведінки відносяться дії, спрямовані на уникнення небезпеки. Оборонні реакції виникають у відповідь на зовнішні стимули і можуть бути активними, аж до нападу, або пасивними. Класичним прикладом оборонної реакції є реакція уникнення, що спостерігається у виводкових птахів у відповідь на напад хижака.

### Агресивна поведінка
Агресивною називають деструктивну поведінку, що спрямована на іншу особину. До неї відносяться загрозливі демонстрації, напад та нанесення травм. Агресія служить для встановлення ієрархічних відносин у соціальних тварин, розподілу території, їжі та інших ресурсів. Питання про допустимість застосування терміна агресія для опису відносин між хижаком і жертвою залишається відкритим.
Агресивна поведінка запускається при сприйнятті специфічного подразника (релізера), яким зазвичай виступають запах, звукові сигнали та елементи забарвлення іншої особини.
Прояв агресивної поведінки, точніше чутливість і вибірковість щодо релізера, залежить від внутрішнього стану організму. У більшості тварин агресія спостерігається в період розмноження. Це явище добре вивчене на прикладі птахів і територіальних риб. У них (самців) у період розмноження агресію викликає суперник, що наближається до кордонів ділянки.
При відсутності специфічних подразників, агресія може накопичуватися. Результатом цього процесу є зниження порогу чутливості (і вибірковості) до релізера.

### Соціальна поведінка
До соціальної поведінки належать прояви психічної діяльності, безпосередньо пов'язані із взаємодією між окремими особинами та їх угрупованнями.
Соціальний тип поведінки можна називати поодиноким. При цьому типи соціальних відносин, представники свого виду викликають агресію, за винятком певного періоду.

### Територіальна поведінка

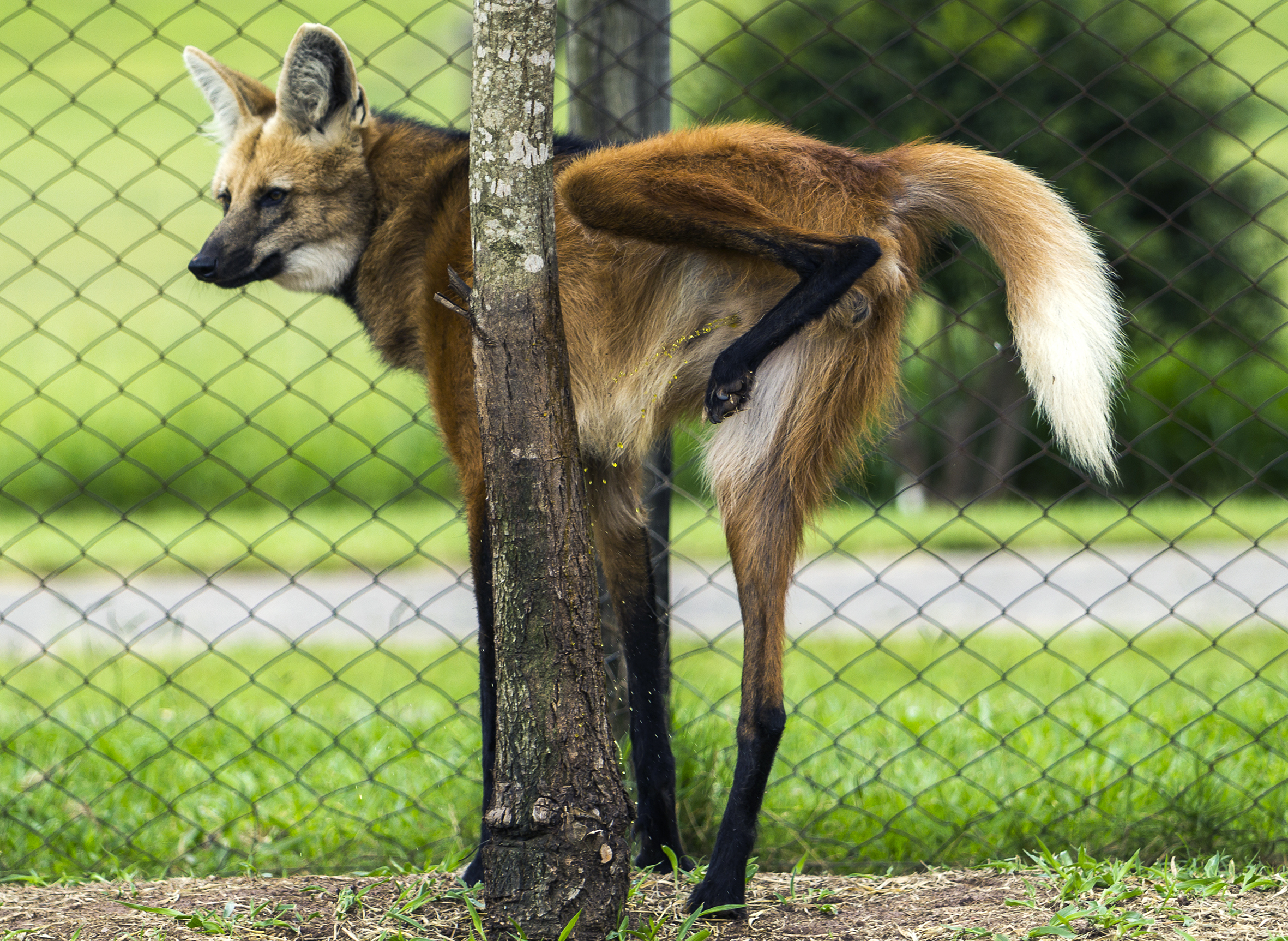
Гривастий вовк маркує територію сечею

Територіальною називається поведінка, яка пов'язана з розподілом доступної території на індивідуальні ділянки. Вона включає виділення індивідуальної ділянки, маркування її меж та охорону від інших особин. Територія може позначатися звуковими сигналами, як у птахів, пахучими мітками, як у котячих, а також візуальними позначками. Візуальні позначки являють собою екскременти, витоптані ділянки, подряпини і вигризи на корі дерев або, у більшості випадків, поєднання різних міток. Наприклад, ведмеді мочаться біля дерев, труться об них, дряпають і гризуть кору, а також роблять заглиблення в землі.

### Дослідницька поведінка
До дослідницької поведінки відносять поведінкові акти, спрямовані на вивчення навколишнього середовища, не пов'язаного з пошуком їжі, або статевого партнера. Вищі тварини, потрапивши в незнайому обстановку починають активно переміщуватися, оглядати, обмацувати і обнюхувати навколишні предмети. Дослідницька поведінка придушується голодом, реакцією страху і статевим збудженням.
Виділяють орієнтовні реакції, при якому тварина залишається нерухомою і активне дослідження, при якому тварина переміщається щодо досліджуваного об'єкта чи території.

## Поведінка у соціальних науках
Поведінка — це набір дій, реакцій на середовище (подразники) свідоме та несвідоме.
Поведінка людини біологічними соціальними чинниками. Біологічну основу поведінки складають інстинкти, наприклад, інстинкти самозбереження, розмноження, турбота про потомство.
Такі особливості поведінки, як емоційність, агресивність, прагнення до успіху, любов, і тому подібне мають біологічну природу.
У сучасному суспільстві поведінка людини багато в чому визначається соціальними чинниками; людина дотримується певних поведінкових норм. Успіх людини визначається умінням дотримуватись певних поведінкових норм.